# جوائز معهد الفلم الأمريكي 2012
جوائز معهد الفيلم الأمريكي 2012 هو مهرجان لتكريم أفضل 10 أفلام وأفضل 10 برامج تلفزيونية لهذا العام.

## الأفلام
- آرجَو.
- وحوش البرية الجنوبية .
- نهوض فارس الظلام.
- جانغو بلا قيود.
- البؤساء.
- حياة باي.
- لينكون.
- مملكة بزوغ القمر
- المعالجة بالسعادة.
- زيرو دارك ثيرتي

## برامج التلفزيون
- American Horror Story: Asylum
- Breaking Bad
- فيلم Game Change
- Game of Thrones
- Girls
- Homeland
- Louie
- Mad Men
- Modern Family
- The Walking Dead

## روابط اضافية
الموقع الرسمي